# Nagy Elemér (építész)
Nagy Elemér (Sopron, 1928. szeptember 28. – Budapest, 1985. szeptember 3.) Ybl-díjas magyar építész, szakíró, kritikus, a 20. századi magyar építészet fontos alakja, több mint húsz éven át a Magyar Építőművészet felelős szerkesztője, a Kós Károly Kör alapítója.

## Életpályája
|  | „Ha azt próbáljuk mérlegelni, mennyit veszítettünk távozásával, talán épületeinél is fontosabbnak tűnik az a „fontolva haladó” reformeri magatartás, ahogyan óriási energiával, fáradhatatlanul tevékenykedett annak érdekében, hogy elkészüljön egy téglával burkolt betonpanel, kinyomtassanak egy szép oldalt, megnyíljon egy kis múzeum vidéken. ” |
|  | – Moravánszky Ákos |

1939-1947 között a budapesti Toldy Ferenc Gimnáziumba járt, majd 1947-1951 között a Műegyetem építészmérnöki karán tanult. Mestereinek Dr. Kotsis Ivánt és Weichinger Károlyt tartotta. A diplomázást követően 1951-1957 között az Építészettörténeti, majd 1960-ig a Lakóépülettervezési, ezt követően két évig pedig a Rajz- és Formaismereti Tanszéken dolgozott, tanársegédként és adjunktusként. Itt kötött barátságot Hajnóczy Gyulával és Szentkirályi Zoltánnal. 1958-1962 között hozta létre a brit arts and crafts mozgalmak, illetve a Bauhaus mintájára a Lakberendezési Műhelyt az egyetemen, ahol a hallgatók műhelymunka keretében sajátíthatták el szakmájuk gyakorlati elveit. 1960-1964 között meghívott előadóként az Iparművészeti Főiskolán is oktatott.
1962-től tervezőként kezdett dolgozni a KÖZTI-ben. Meghatározó középületei között említhető három szombathelyi kollégium (1966, 1975, 1976 – az elsőért 1968-ban Ybl-díjat kapott), a budapesti INTRANSZMAS-toronyház (1969), a BME Építőipari Laboratóriuma (1975 ) és Dunaparti tanszéki épülete (1983), valamint a szombathelyi fedett uszoda (1981). Emellett családi házakat is tervezett, többek között a Hunfalvy és a Szabó Ilonka utcában Budapesten; fontos munkája a Bolgár Népköztársaság nagyköveti rezidenciája a Vérhalom téren (1980).
Építészeti tevékenysége mellett újságíróként, szerkesztőként, szakszerzőként is maradandót alkotott. 1959-1961 között a Magyar Építőművészet formai szerkesztője, 1961-1982 között felelős szerkesztő, 1982 után a szerkesztőbizottság elnöke. Több mint 50 cikket publikált a lapban. 1979-től az építészkritikusok nemzetközi szövetsége, a CICA (Comité International des Critiques ďArchitecture) vezetőségi tagja, 1983-tól a építészeti és városépítészeti nemzetközi kongresszus, az IKAS (Internationaler Kongress: Architektur und Städtebau) résztvevője. Finn felesége révén került közelebbi ismeretségbe a kortárs finn építészettel, amelyről könyvet is írt; barátai között tartotta számon Matti Makkinen neves finn építészt. Le Corbusier-ről írt könyve magyarul két kiadásban is megjelent (1969, 1985), és kiadták német nyelven is, az Oskar Gunnar Asplundról írt kötete pedig világviszonylatban is az elsők közé számított.
1960-tól a Magyar Építőművészek Szövetségének vezetőségi tagja, 1973-1982 között elnökségi tag. Több cikluson át a Mesteriskola egyik mestere. 1978-ban a Szövetség keretein belül létrehozza a Kós Károly Kört a nemrég elhunyt építész emlékének ápolására.

## Fontosabb építészeti munkái
- 1966. A Tanárképző Főiskola 266 fős kollégiuma, Szombathely
- 1968. A Marx Károly Közgazdaságtudományi Egyetem 400 fős kollégiuma, Budapest
- 1969. INTRANSZMAS-irodaház, Budapest
- 1973. EMKE szálló, Maxim Mulató, Budapest
- 1975. A Budapesti Műszaki Egyetem Építőipari laboratóriuma
- 1975. 290 fős középiskolai kollégium, Szombathely
- 1976. 300 fős kollégium, Szombathely
- 1980. Bolgár Nagyköveti Rezidencia, Budapest
- 1981. Fedett uszoda, Szombathely
- 1983. BME Dunaparti tanszéki („Z”) épülete
- Lakóházak: Budapest, Szabó Ilonka utca; Budapest, Hunfalvy utca; Jánossy-nyaraló és Nagy-nyaraló, Gyenesdiás
- Tervek: Nemzeti Színház, Budapest; Operaház, Belgrád; Tanácsház, Dunaújváros

## Könyvei
- Le Corbusier. Akadémiai Kiadó, Budapest, 1969 (franciául, lengyelül, németül is)
- Szendrői Jenő – Arnóth Lajos – Finta József – Merényi Ferenc – Nagy Elemér: Magyar építészet 1945 – 1970. Corvina, Budapest, 1972
- Eric Gunnar Asplund. Akadémiai Kiadó, Budapest, 1974
- Mai finn építészet. Műszaki Kiadó, Budapest, 1976
- Dánia építészete. Corvina, Budapest, 1977
- Kós Károly kalendárium. Kós Károly Kör, Budapest, 1983
- Mai építészeti irányzatok és a magyar realitások. Budapest, 1984
- Az építő Kós Károly (összeáll. Deák Zoltán). Balassi Kiadó - Kós Károly Alapítvány – Polis Könyvkiadó, Budapest – Kolozsvár, 1995

## Díjai
- 1968. Ybl Miklós-díj „a szombathelyi 260 fős kollégium tervezéséért”[3]

## Idézetek
- „Le Corbusier minden hírneve, népszerűsége ellenére nem úttörője volt a kibontakozó modern építészetnek. Ha tárgyilagosan vizsgáljuk a fejlődés menetét: szerkezeti, funkcionális és formai vonatkozásban is sok-sok eredmény született előtte, s párhuzamosan vele egy időben, melyeket ő formáló tehetségével valóban csodálatos, meggyőző, nagyhatású, modern építészetté olvasztott. – Le Corbusier sokkal inkább a modern építészet szimbólumává, prófétájává lett.” Nagy Elemér, 1969[4]

- „…a finn építészetnek nincs valami különleges magyarázatra szoruló titka. Ha finn építészekkel beszélünk e nagy kérdésről, akkor sem jutunk más eredményre. Egy-egy építészeti alkotásuk születéséről, szerepéről, értékéről olyan természetes egyszerűséggel, magától értetődően, egyetemes érvényű elvek szemszögéből beszélnek, hogy útbaigazításuk alapján az bárhol keletkezhetett volna.” Nagy Elemér, 1976[5]

- „A jövőről pedig, – ha vázlatos, vagy alternatív formában is – képünk kell legyen. Az építészetnek ehhez a jövőhöz kell igazodni, s nem elvont – bár magasztos – célokhoz. E céloknak elsősorban az életformára vonatkozó konkrétabb körvonalaihoz. Hányan és kik lakunk e hazában, hogyan lakunk, hol és mit dolgozunk, mennyi szabad időnk lesz, mivel töltjük azt, hogyan közlekedünk, hogyan művelődünk és pihenünk, hogyan tartunk egymással kapcsolatot stb. Ilyen kérdéseket kell először igen körültekintően megválaszolnunk.” Nagy Elemér, 1983[6]

- „A táj, a történelem és a nép ismerete és megértése minden időben visszatartotta őt a nemzetiségi elfogultságtól és gyűlölködéstől. Előbb a századfordulón az agresszív nacionalizmustól, majd az 1920-as években a duzzogó hímsoviniszta elzárkózástól; nem volt semmiféle kultúrfölény cégére. Ebben a több népet együtt látó szemléletnek a kifejlődésében minden bizonnyal nagy szerepe volt képzettségének és hivatásának. Az igazi építészet ugyanis véd, magába fogad, összeszerkeszt, szolgál és sohasem támad.” Nagy Elemér Kós Károlyról, 1984 k.[7]